# Kelterner Obst- und Rebengäu
Kelterner Obst- und Rebengäu ist ein Landschaftsschutzgebiet im Enzkreis (Schutzgebietsnummer 2.36.038).  

## Lage und Beschreibung
Das rund 2.195 Hektar große Landschaftsschutzgebiet entstand durch Verordnung des Landratsamts Enzkreis vom 15. März 1983. Mit Inkrafttreten dieser Verordnung traten die Verordnung des Landratsamtes Pforzheim zum Schutz von Landschaftsteilen auf den Gemarkungen Dietlingen und Nöttingen vom 17. August 1962 (Landschaftsschutzgebiet Ranntal), soweit sich diese auf Gemarkungsteile der Gemeinde Keltern bezog und die Verordnung des Landratsamtes Enzkreis über das Landschaftsschutzgebiet Römerberg vom 20. Februar 1974 außer Kraft.
Das Schutzgebiet besteht aus vier Teilgebieten und umfasst das gesamte Gemeindegebiet von Keltern mit Ausnahme der bebauten Gebiete mit einigen Entwicklungsflächen und zweier Naturschutzgebiete. Es liegt auf der Markung von vier Gemeinden:
- Keltern = 2192,7726 ha, 99,81 %
- Birkenfeld = 2,8225 ha, 0,12 %
- Remchingen = 0,9884 ha, 0,04 %
- Kämpfelbach = 0,181 ha, 0,01 %

Es gehört zu den Naturräumen 125-Kraichgau und 
150-Schwarzwald-Randplatten innerhalb der naturräumlichen Haupteinheiten 12-Neckar- und Tauber-Gäuplatten und 15-Schwarzwald. Mehrere Landschaftsschutzgebiete schließen sich an. Ein kleiner Teil des Schutzgebiets liegt im FFH-Gebiet Nr. 7017-341 Pfinzgau Ost. Die Naturschutzgebiete 2020-Essigberg und
2125-Ellmendinger Roggenschleh grenzen direkt an das Landschaftsschutzgebiet an.

## Schutzzweck
Wesentlicher Schutzzweck ist lauf Schutzgebietsverordnung die Erhaltung
- der für das Pfinzhügelland typischen, naturnahen Kulturlandschaft im Übergangsbereich zwischen Muschelkalk und oberem Buntsandstein;
- der Wiesen und Weiden mit ihren Streuobstbeständen;
- der durch Hohlwege, Heckenzüge, Einzelbäume, kleine Waldeinheiten und Raine gegliederten Feldflur. Die Heckenzüge, Einzelbäume, Feldgehölze, Obstbestände, Raine und naturnahen Wälder, sowie der Bewuchs der aufgelassenen Steinbrüche und der Hohlwege sind als biologische Zellen und als Refugien der für die Stabilität des Naturhaushaltes bedeutsamen Flora und Fauna von Bedeutung. Ebenso stellen sie einen wirksamen Schutz gegen die Erosion durch Wasser und Wind dar;
- aller Waldbestände, Sukzessionsflächen und Gehölze, insbesondere der Laubwälder und Mischwälder;
- der Feuchtgebiete, insbesondere der Feucht- und Streuwiesen sowie Seggen- und Röhrichtbestände;
- großflächig zusammenhängender Landschaftsteile, die infolge ihrer vielfältigen naturräumlichen Ausstattung den besonders abwechslungsreichen Typus der Gäulandschaft im Pfinzhügelland repräsentieren, als ökologischen Ausgleich und als Erholungsraum für die benachbarten und von Siedlungsüberlastungen geprägten Verdichtungsräume Karlsruhe-Pforzheim-Stuttgart.